# سرشین کمانگر
سرشین کمانگر (زادهٔ ۲۴ بهمن ۱۳۷۳ در کامیاران) بازیکن فوتبال اهل ایران است که برای باشگاه فوتبال زنان خاتون بم و تیم ملی فوتبال زنان ایران بازی می‌کند.
وی در اردیبهشت ۱۴۰۰ به تیم ملی فوتبال دعوت شد.